# Kohlerie

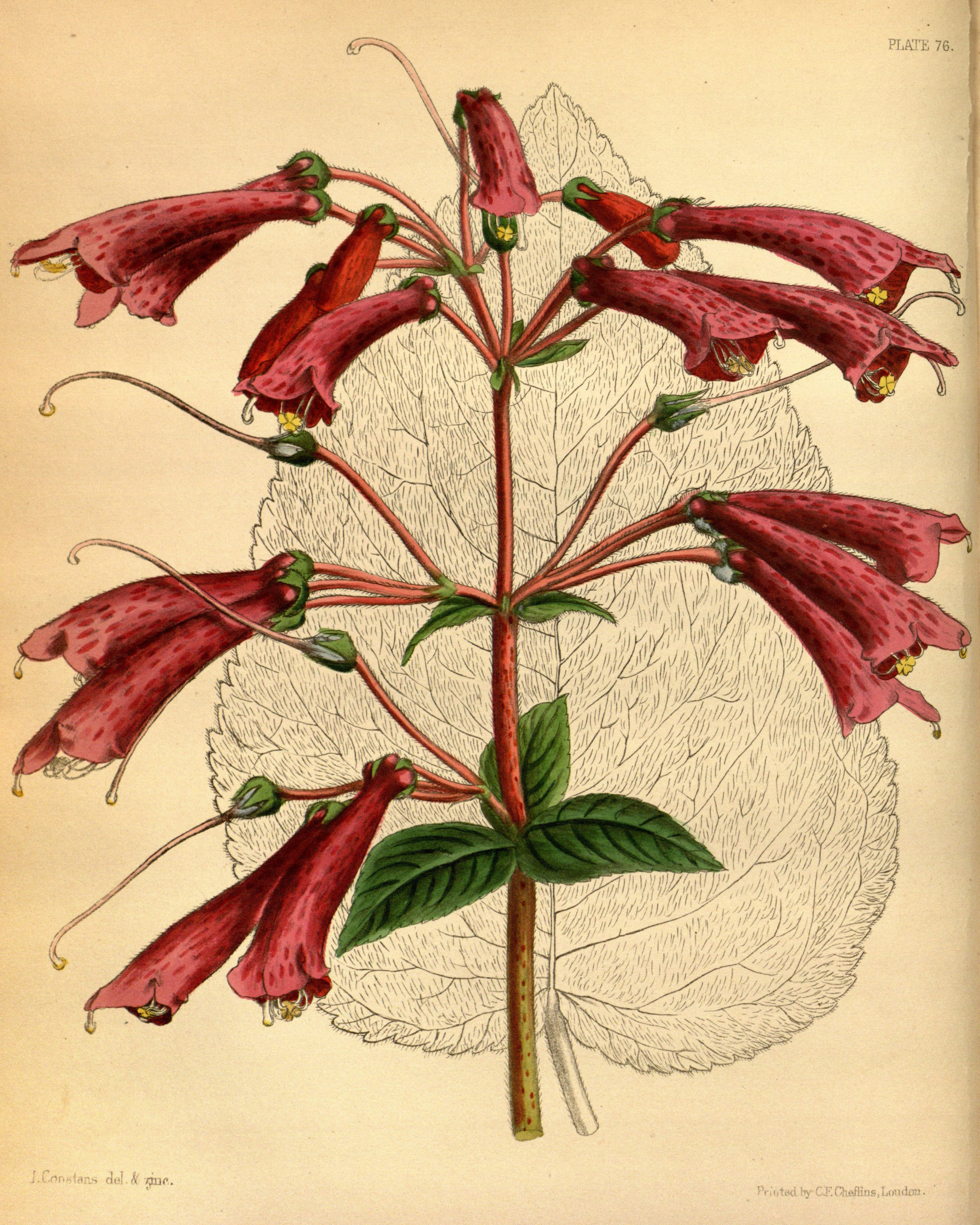
Kresba Kohleria rugata z roku 1853

Kohlerie (Kohleria) je rod rostlin z čeledi podpětovité. Jsou to pozemní byliny až keře s jednoduchými vstřícnými či přeslenitými listy a zvonkovitými až trubkovitými, nápadnými květy. Plodem je tobolka. Rod zahrnuje 22 druhů a je rozšířen výhradně v tropické Americe. Kohlerie jsou pěstovány a šlechtěny jako okrasné rostliny a mají také význam v domorodé medicíně.

## Popis
Kohlerie jsou pozemní byliny, polokeře nebo keře se vzpřímenými nebo poléhavými stonky, dorůstající délky 20 až 150 cm. Rostliny jsou většinou zřetelně chlupaté. Většina druhů má podzemní šupinaté oddenky. Listy jsou vstřícné nebo přeslenité, většinou vejčité, eliptické nebo kopinaté, řidčeji obkopinaté či srdčité, řapíkaté, na okraji vroubkované nebo pilovité. U převážné většiny zástupců jsou oba protistojné listy přibližně stejné velikosti. Žilnatina je zpeřená, obvykle se 7 až 9 (příp. 5 až 11) žilkami na každé straně. Květy jsou jednotlivé nebo v úžlabních svazečcích či okolících. Kalich je pětičetný, laloky jsou až k bázi volné nebo částečně srostlé, podobné nebo lehce jiné velikosti. Koruna je zvonkovitá nebo trubkovitá, 1,2 až 6 cm dlouhá. Korunní trubka je na vnější straně chlupatá, červená, na spodní straně často žlutá, uvnitř lysá nebo chlupatá, světle červená, krémová nebo žlutá, často purpurově či červeně tečkovaná. Báze korunní trubky je často vakovitá ale nikdy ostruhatá, ústí je často zúžené. Lem koruny je téměř pravidelný až dvoupyský, tvořený 5 laloky, z vnější strany většinou červený nebo řidčeji oranžový, žlutý či žlutozelený, na vnitřní straně většinou světle červený, oranžový nebo žlutozelený, pokrytý červenými či purpurovými tečkami nebo kresbou. Tyčinky jsou 4, volné, přirostlé u báze korunní trubky. Na horní straně vnitřku korunní trubky je jedno drobné staminodium. Nektar se tvoří v 5 dužnatých žlázkách. Semeník je polospodní až téměř spodní, chlupatý. Čnělka nevyčnívá z květu, blizna je dvoulaločná. Plodem je tobolka pukající 2 chlopněmi a obsahující mnoho drobných, elipsoidních semen.

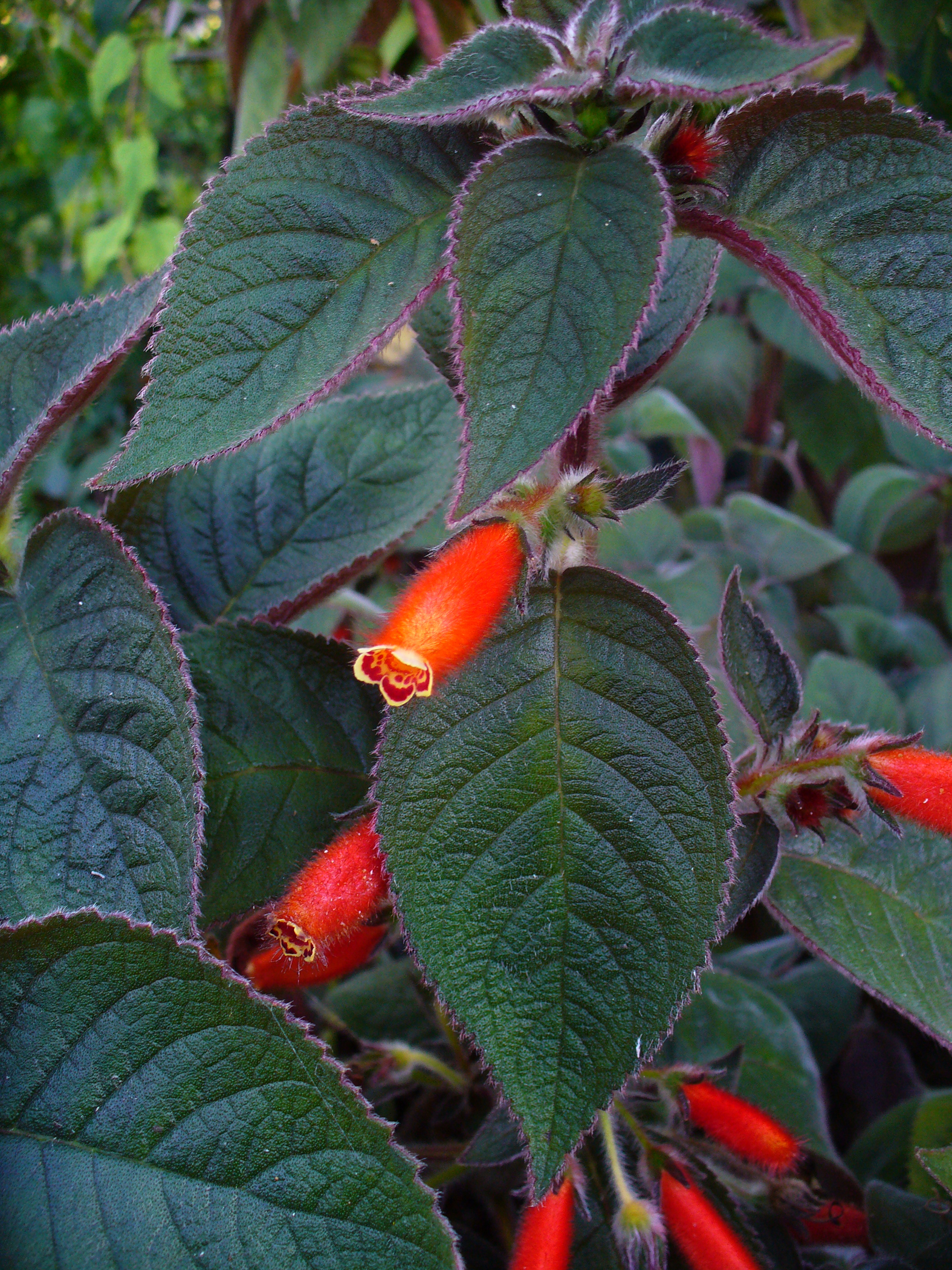
Kohleria hirsuta
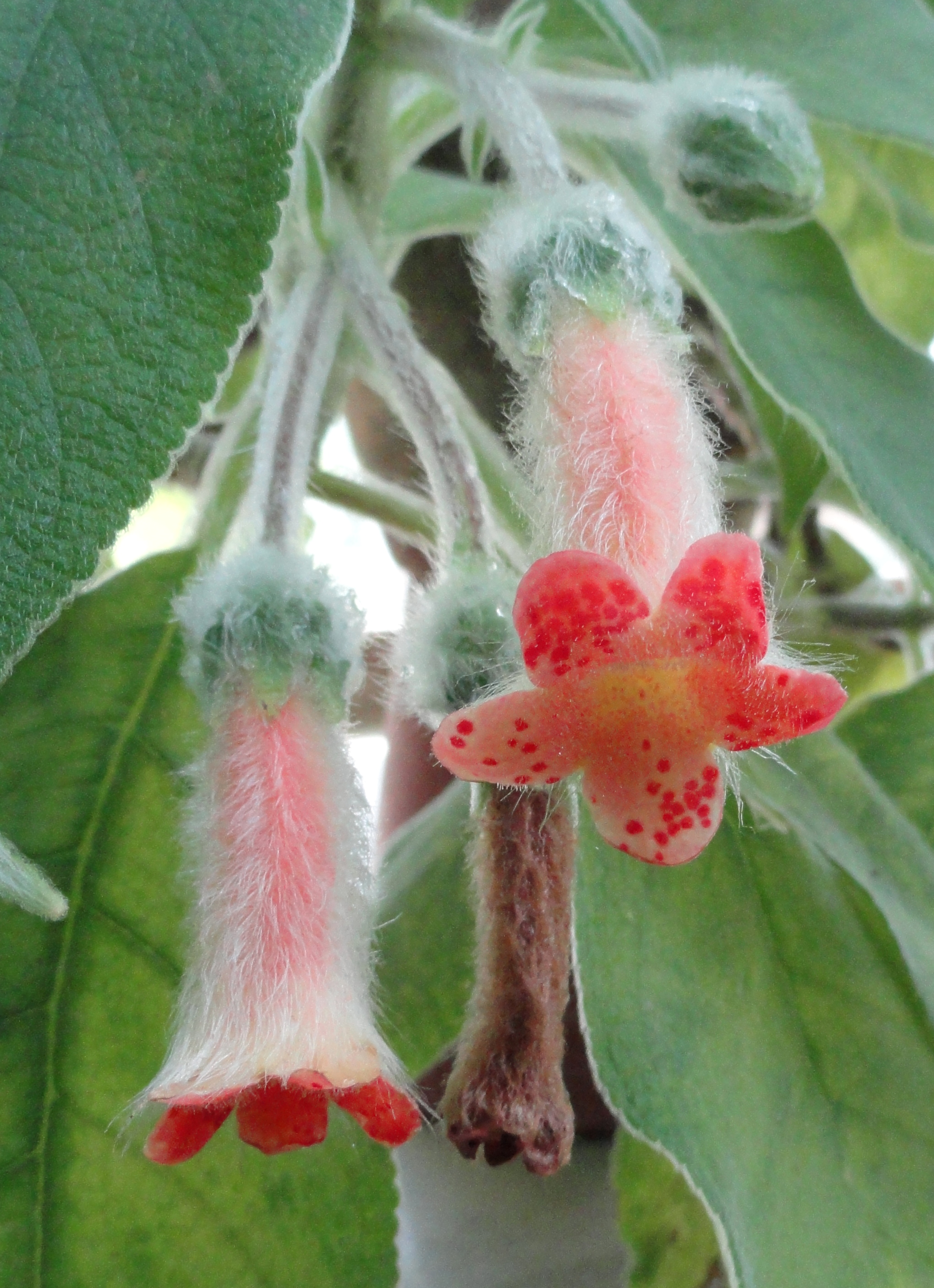
Vlnaté květy Kohleria peruviana
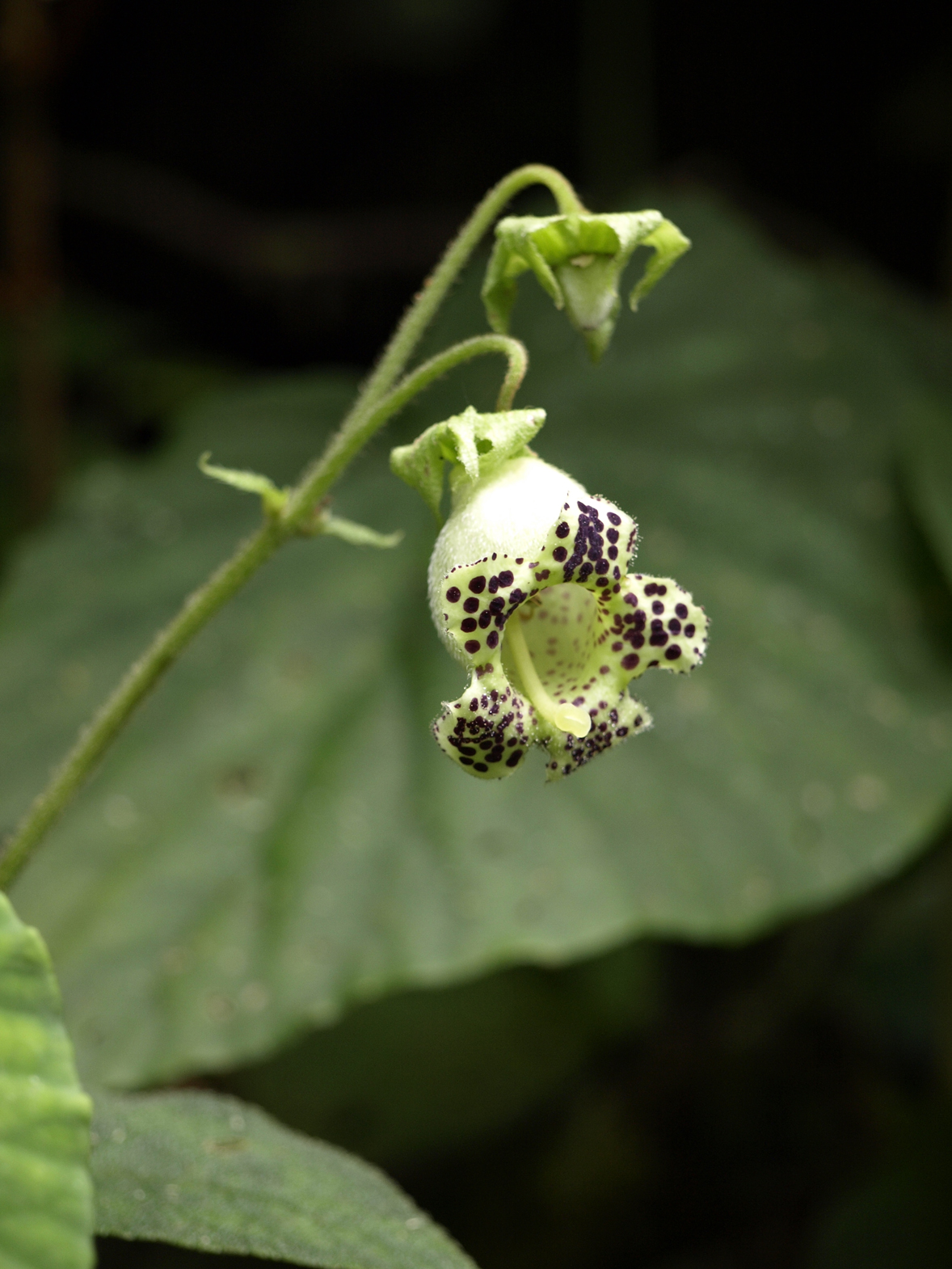
Kohleria tigridia

## Rozšíření
Rod kohlerie zahrnuje 22 druhů. Je rozšířen výhradně v tropické Americe od jižního Mexika po Surinam a Peru. Centrum druhové diverzity je v horách Kolumbie a severozápadního Ekvádoru, kde se vyskytuje 14 druhů. Nejběžnějším a nejrozšířenějším druhem je Kohleria spicata, dále K. tubiflora a K. hirsuta. Kohlerie rostou v nadmořských výškách od nížin až do 2600 metrů (např. K. hirsuta). Mnohé druhy mají široké výškové rozpětí.

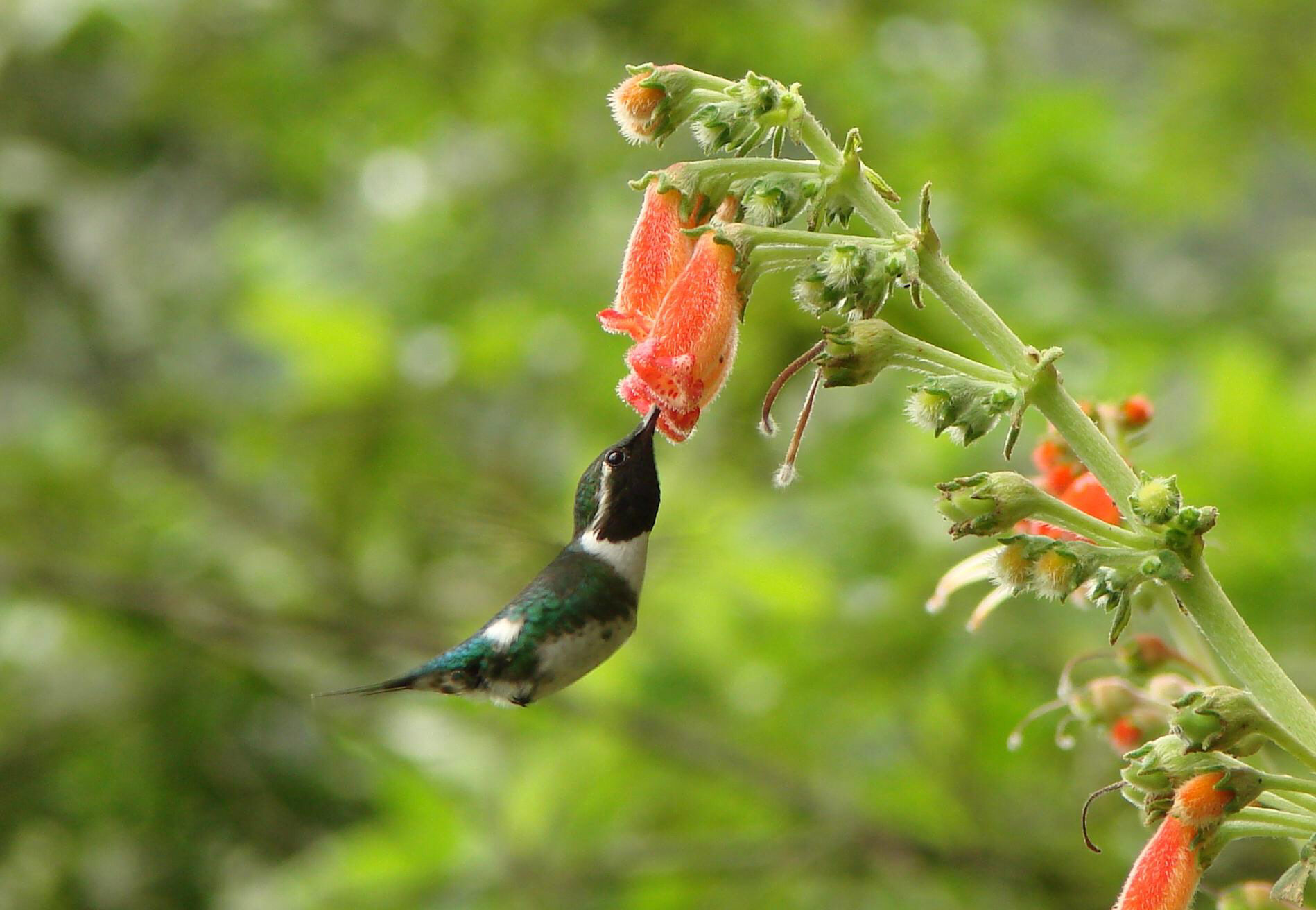
Kolibřík esmeraldský sající na květech Kohleria spicata

## Ekologie
Kohlerie rostou buď na zemi (terestricky) nebo na kamenech či skalách (litofyty).
Část druhů (celkem 11) roste na otevřených stanovištích, jiné (6 druhů) se vyskytují v podrostu tropických lesů. Většina druhů s výjimkou mexické K. rugata neprodělává v přírodě výraznou klidovou periodu, v kultuře však často zatahují a přečkávají zimu v podobě podzemního oddenku.
Trubkovité květy kohlerií jsou navštěvovány kolibříky i různým hmyzem, zejména motýly, včelami a vosami. Samoopylení je podobně jako u jiných podpětovitých zabráněno tím, že prašníky dozrávají dřív než blizny (protandrie). Způsoby šíření semen jsou různé podle toho, v jakém biotopu rostliny rostou. U druhů otevřených stanovišť pukají tobolky ve vrchní části a zůstávají na rostlinách po dobu týdnů i měsíců. Semena jsou z tobolek postupně vytřásána větrem. Příliš rychlému vypadání semen zabraňuje řada tuhých chlupů na okraji chlopní. Tobolky druhů rostoucích v podrostu lesů naopak pukají až k bázi a široce se otevírají. Předpokládá se, že semena rozšiřují zvířata nebo hmyz.

## Hybridizace
Různé druhy kohlerií se v přírodních populacích mohou křížit. Jako první byl v roce 1971 ze severozápadního Ekvádoru popsán hybrid K. spicata a K. villosa. Druhy K. inaqualis a K. hirsuta jsou velmi variabilní a má se za to, že k tomu přispívá i spontánní hybridizace. Množství hybridů bylo vypěstováno v kultuře ručním opylením. U mnoha těchto hybridů, zejména starších, není ani známa rodičovská kombinace. Kříženci jsou ve většině případů plodní a vytvářejí klíčivá semena. V kultuře bylo rovněž vypěstováno několik mezirodových hybridů zkřížením kohlerií s rody Koellikeria, Parakohleria, Diastema, Gloxinia a Moussonia. Z přírody nejsou mezirodoví kříženci známi.

## Taxonomie
Taxonomická historie rodu Kohleria je dosti komplikovaná a v průběhu 19. století byly kohlerie vlivem několika omylů týkajících se zejména priority názvu přesouvány z rodu do rodu. V roce 1992 vyšla odborná studie rodu, v níž bylo množství do té doby popsaných druhů sníženo na 17.

## Význam
Odvar z oddenků kohlerií (K. hirsuta, K. spicata) je v Kolumbii a Venezuele používán k léčbě neduhů ledvin. K. spicata je také využívána jako adstringens. Indiáni ekvádorských kmenů Tsatchela a Chachi kohlerii pěstují a používají ji při ošetřování hadího uštknutí.
Kohlerie jsou občas pěstovány jako rostliny se zajímavými květy zejména ve sklenících botanických zahrad. Nejčastěji pěstovaným druhem je v českých botanických zahradách Kohleria hirsuta. Existuje také celá škála okrasných hybridů.

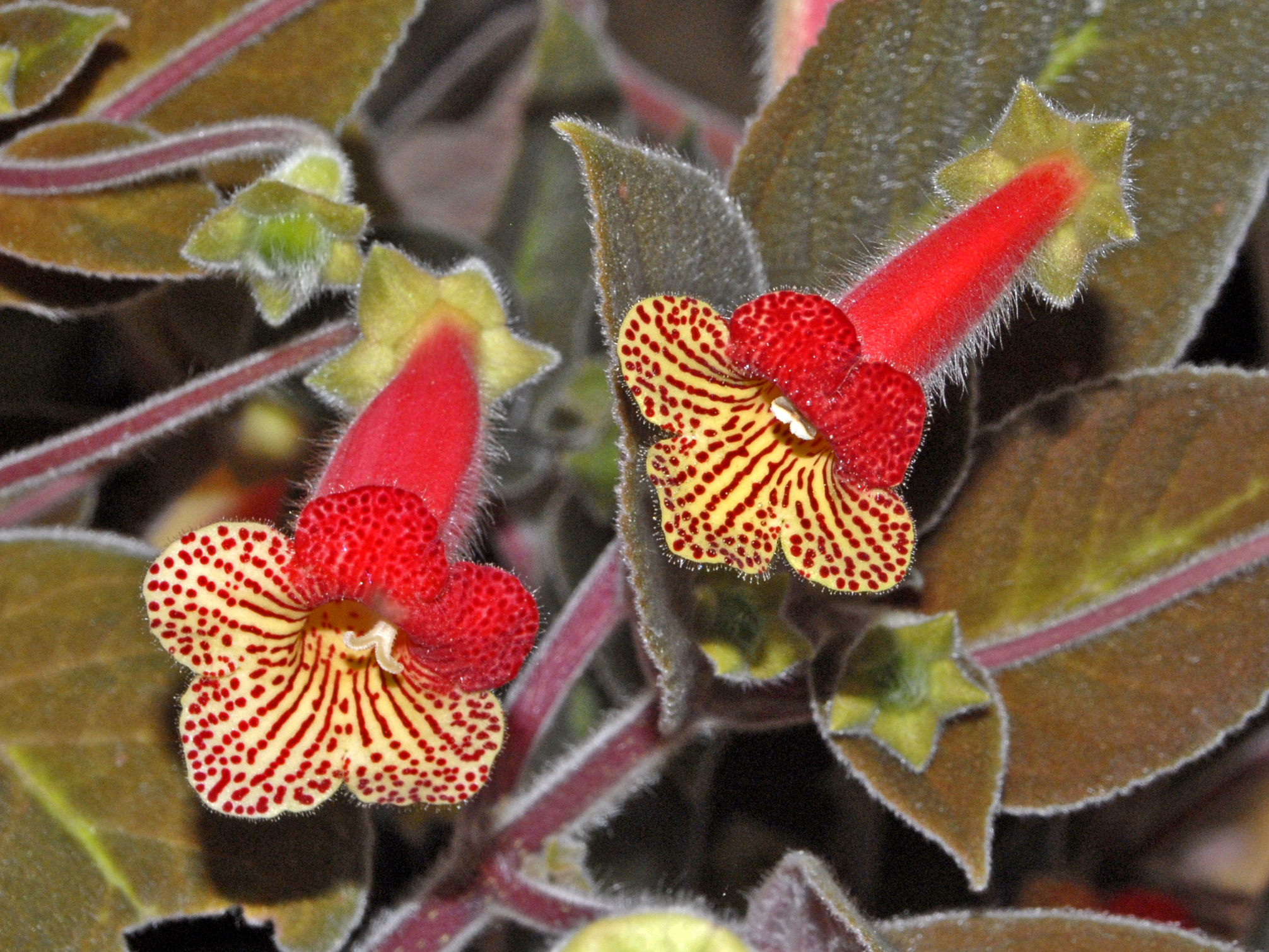
Kohleria amabilis var. bogotensis
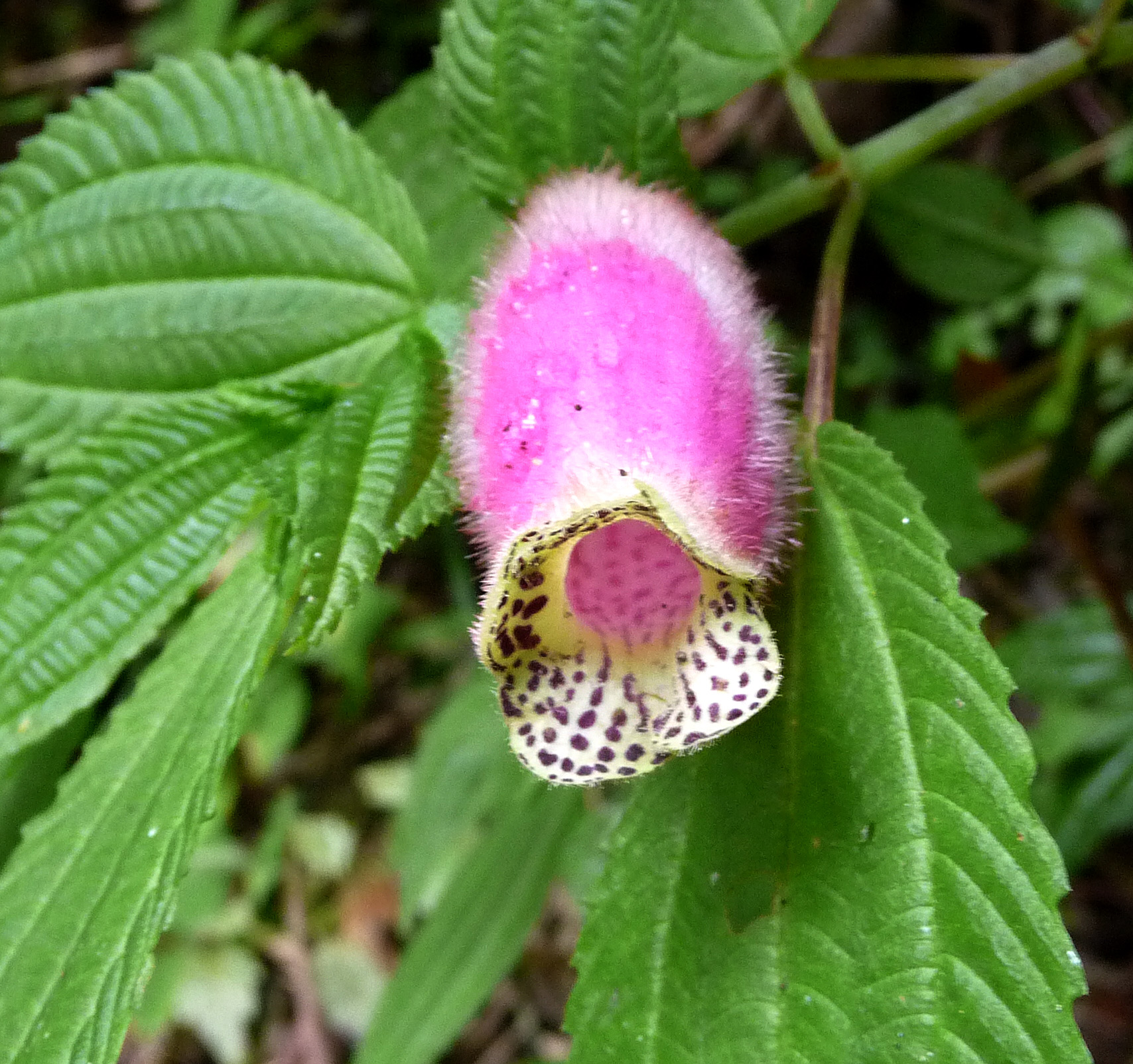
Kohleria affinis
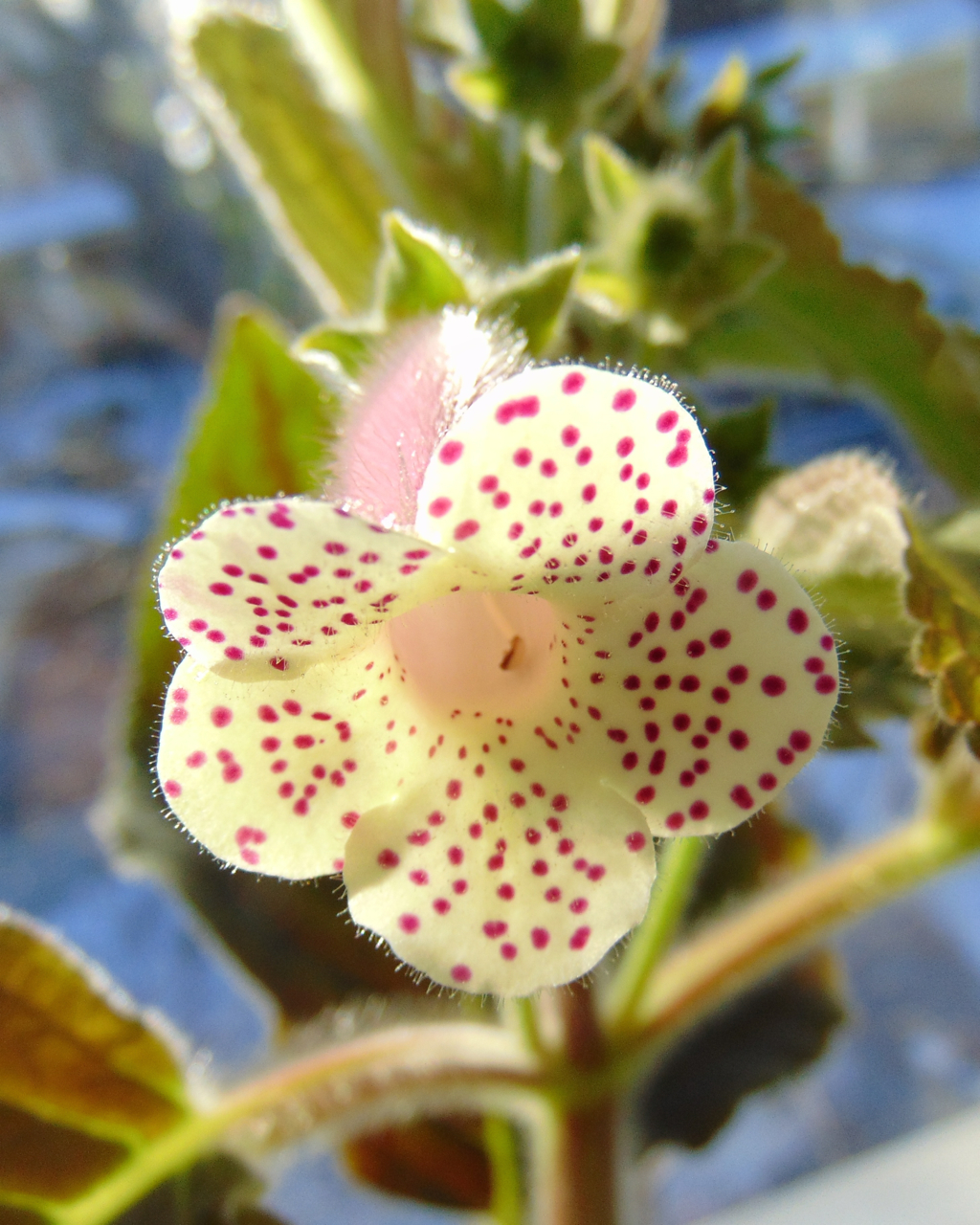
Kohleria, hybrid 'HCY's Jardin de Monet'